# Porto di Piombino
Il porto di Piombino è situato al confine tra il Mar Ligure e il Mar Tirreno. È il terzo porto italiano per traffico passeggeri con linee verso l'isola d'Elba (unico imbarco), la Sardegna, la Corsica e Pianosa. Importante è anche a livello commerciale ed industriale, collegato principalmente alla presenza degli stabilimenti siderurgici di Piombino. È gestito dall'Autorità di Sistema Portuale del Mar Tirreno Settentrionale.

## Storia
Lo scalo piombinese, utilizzato principalmente come porto di sbarco del minerale di ferro proveniente dall'Isola d'Elba, era già presente nel V secolo, in quanto viene menzionato da Claudio Rutilio Namaziano nel 417 come porto di Falesia. Entrato in decadenza nell'alto Medioevo, fu riutilizzato con assiduità dalla costituzione dello Stato di Piombino, nel 1399. Pur trovandosi al di fuori delle mura (circa 3 km dalla Porta a Terra) era il principale scalo cittadino nonché di tutto lo Stato, utilizzato per i commerci, per la flotta militare e per la flotta pescherecci (lo scalo cittadino di Marina, altro porto piombinese era di modeste dimensioni).
Nel XIX secolo, a seguito della nascita di impianti siderurgici nelle vicinanze di Piombino, il porto ebbe uno sviluppo esponenziale, con la costruzione di un molo e 4 pontili. Durante la Seconda guerra mondiale il porto fu quasi completamente distrutto. Al termine del conflitto, esso fu ricostruito e conobbe un ulteriore sviluppo negli anni sessanta con il graduale sviluppo del turismo verso l'Isola d'Elba. A seguito di ciò, il porto oltre che merci divenne anche porto passeggeri, arrivando ad accogliere sempre più persone dirette verso l'Isola d'Elba e, in numero molto minore, Pianosa (quest'ultima da quando è stato possibile sbarcarvi, in quanto prima era un' "isola penitenziaria" in cui l'accesso era consentito solo a guardie e detenuti). Nel 2007 Moby S.p.A. apre la linea estiva per Olbia, mentre, nella stessa estate, anche Corsica Ferries Sardinia Ferries apre la linea estiva per Golfo Aranci, che verrà chiusa nel 2009. Con l’inaugurazione delle linee anche per Corsica e Sardegna, il traffico passeggeri nel porto aumenterà notevolmente raggiungendo circa 3 milioni di passeggeri in transito nel periodo estivo, una cifra rimasta più o meno costante dai primi anni 2010 in poi. 
Nel 2009 Corsica Ferries Sardinia Ferries apre la linea estiva diretta per Bastia che dal 2011 (anno in cui la compagnia apre i collegamenti per Portoferraio) farà scalo a Portoferraio e nel 2010 la compagnia BluNavy arriva in linea su Portoferraio. Va infine menzionata una modesta aliquota di traffico di pescherecci a strascico. Dall'estate 2017 Corsica Ferries Sardinia Ferries decide di investire sullo scalo toscano, aggiungendo corse per la Corsica, riaprendo la linea diretta per Bastia, la nuova linea per Porto Vecchio (conclusasi al termine dell'estate 2018 e ripresa ad agosto 2020), e riaprendo anche il collegamento per Golfo Aranci. Nell'estate 2020, a causa dell'emergenza COVID-19, Corsica Ferries Sardinia Ferries riapre le linee estive da e per la Corsica e Golfo Aranci solo ad agosto, Moby Lines riduce le partenze per Olbia e Portoferraio. Nel 2021 non viene riconfermata la linea estiva per Porto Vecchio, mentre viene aperta quella per Isola Rossa, sempre a carico del vettore Corsica Ferries Sardinia Ferries. Nell’estate 2022 non è riconfermata la linea per Isola Rossa né per Portovecchio, mentre sono riconfermate le rotte estive degli anni precedenti per Bastia (via Portoferraio), Olbia e Golfo Aranci.Nell’estate 2024 non è riconfermata la linea estiva per Cavo con traghetto,mentre rimane confermata quella con aliscafo e sono riconfermate le rotte estive degli anni precedenti per Bastia (diretta/via Portoferraio),Olbia e Golfo Aranci.Nell’inverno 2024/2025 il gruppo Moby e Toremar, ed il gruppo BluNavy, riducono drasticamente le corse per Portoferraio, causando notevoli disagi negli spostamenti dei residenti e lavoratori da e per l’isola.La riduzione del numero delle corse si protrae anche nella primavera-estate 2025, interessando anche la linea per Rio Marina.Nell’estate 2025 non è riconfermata la linea Moby per Cavo con traghetto,né il servizio di Corsica Ferries Sardinia Ferries per Portoferraio, a seguito della cessione di quest’ultima del proprio traghetto impiegato sulla linea alla compagnia BluNavy, mentre sono riconfermate le rotte estive degli anni precedenti per Bastia (diretta), Olbia e Golfo Aranci.

## Collegamenti
I collegamenti sono per:
- Cavo tramite Toremar.
- Olbia tramite Moby Lines (stagionale estivo) e Tirrenia CIN (stagionale estivo)
- Portoferraio tramite Moby Lines, Toremar, BluNavy
- Rio Marina tramite Toremar
- Bastia tramite Corsica Ferries Sardinia Ferries (stagionale estivo), Moby Lines (stagionale estivo)
- Isola di Pianosa tramite Toremar
- Golfo Aranci tramite Corsica Ferries Sardinia Ferries (stagionale estivo)

## Situazione attuale
Attualmente il porto di Piombino ha una profondità che varia dai 7 ai 20 metri, è delimitato a Sud da un molo sopraflutto, denominato Batteria, a Nord dal pontile degli stabilimenti siderurgici. Per le altre attività merci, soprattutto prodotti derivati dalla lavorazione degli stabilimenti, vengono utilizzati i pontili "Magona" e "Trieste". Per quanto riguarda i traghetti per l'Isola d'Elba essi impiegano il molo "Dente Nord", la banchina "aliscafo", il molo "Elba Nord", "Elba Sud", i due scivoli (solo in casi di sovraffollamento)  il molo "Trieste", il molo "Batteria" e, talvolta, il “Giuseppe Pecoraro”. Per i passeggeri diretti in Sardegna e Corsica e le navi ro-ro viene usato sempre meno il molo "Batteria", ormai quasi sempre occupato dalle partenze per l’Elba, mentre principalmente è utilizzato il "Giuseppe Pecoraro" e il suo prolungamento. Nella parte nord del porto è presente una grande area di attracco usata soprattutto da crociere, mentre i 2 prolungamenti del “Giuseppe Pecoraro” sono talvolta utilizzati per il disarmo dei traghetti. Attualmente sono presenti in totale 10 moli per i traghetti, di cui 4 per traghetti di grandi dimensioni,1 banchina d’accosto per l’aliscafo, e una grande area di attracco per servizi di crociera.
Per quanto riguarda il traffico passeggeri a metà degli anni novanta un profondo rinnovamento infrastrutturale per l'accoglienza e la regolamentazione dei passeggeri ha permesso al porto di Piombino di divenire una struttura moderna e funzionale. Per quanto riguarda il traffico merci
La Ferrovia Campiglia Marittima-Piombino Marittima che collega il porto alla linea Livorno-Grosseto. L'amministrazione provinciale di Livorno e quella comunale di Piombino stanno anche valutando la possibilità di effettuare riempimenti a mare ed ampliare così, anche se in modo piuttosto invasivo, il retroporto. Tale progetto non è però ancora diventato esecutivo.

## Altre immagini

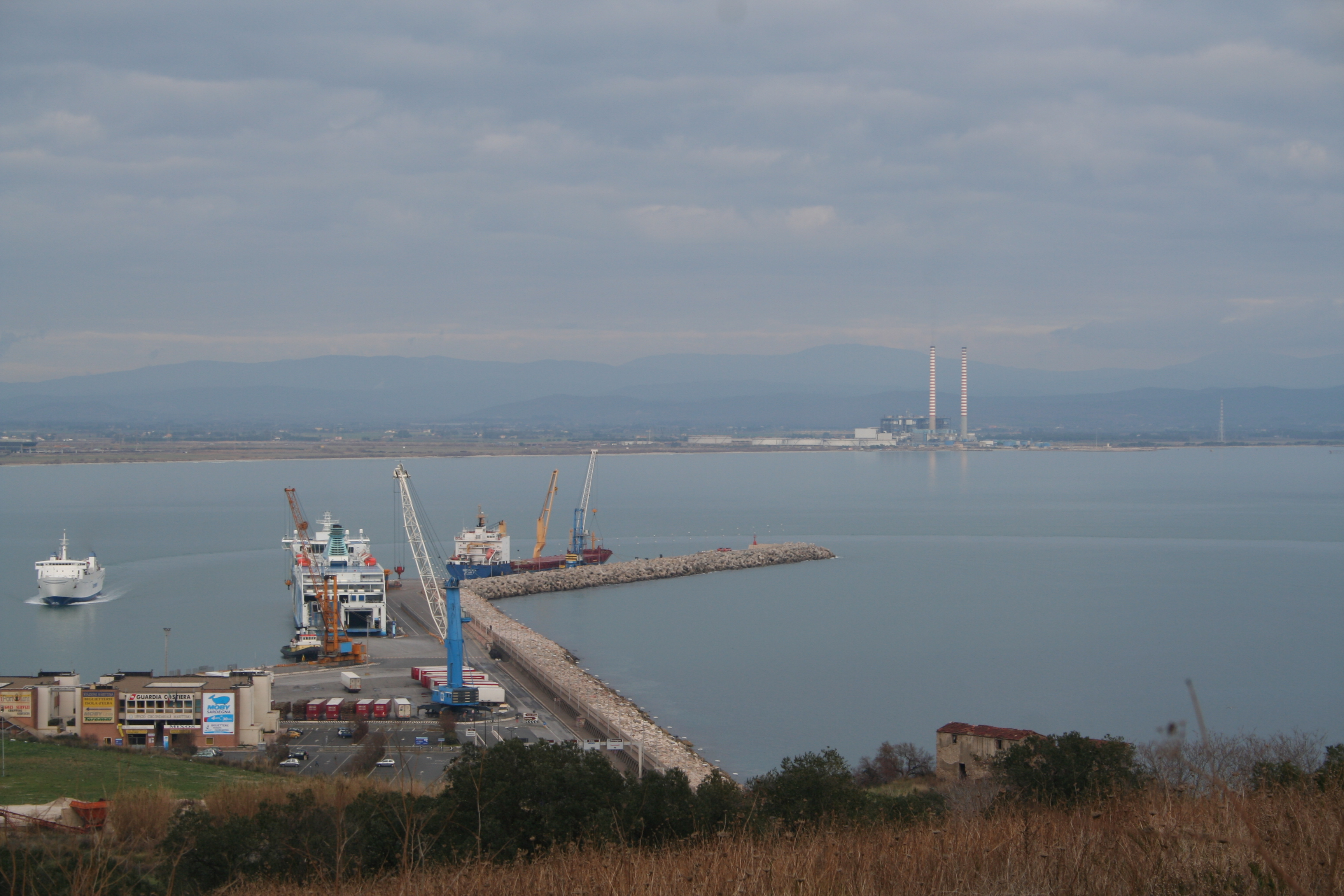
Molo Batteria
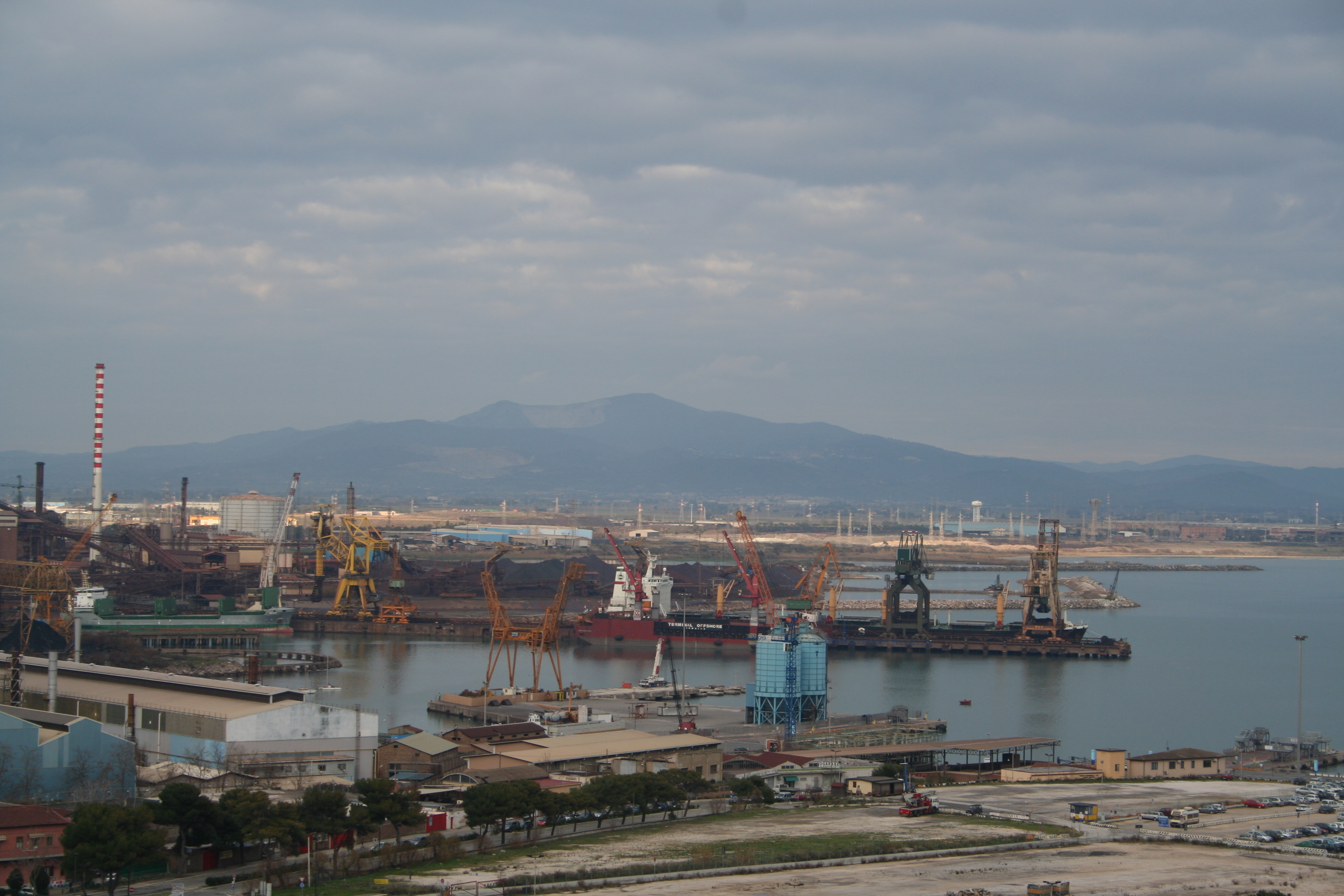
Pontili Magona e Trieste
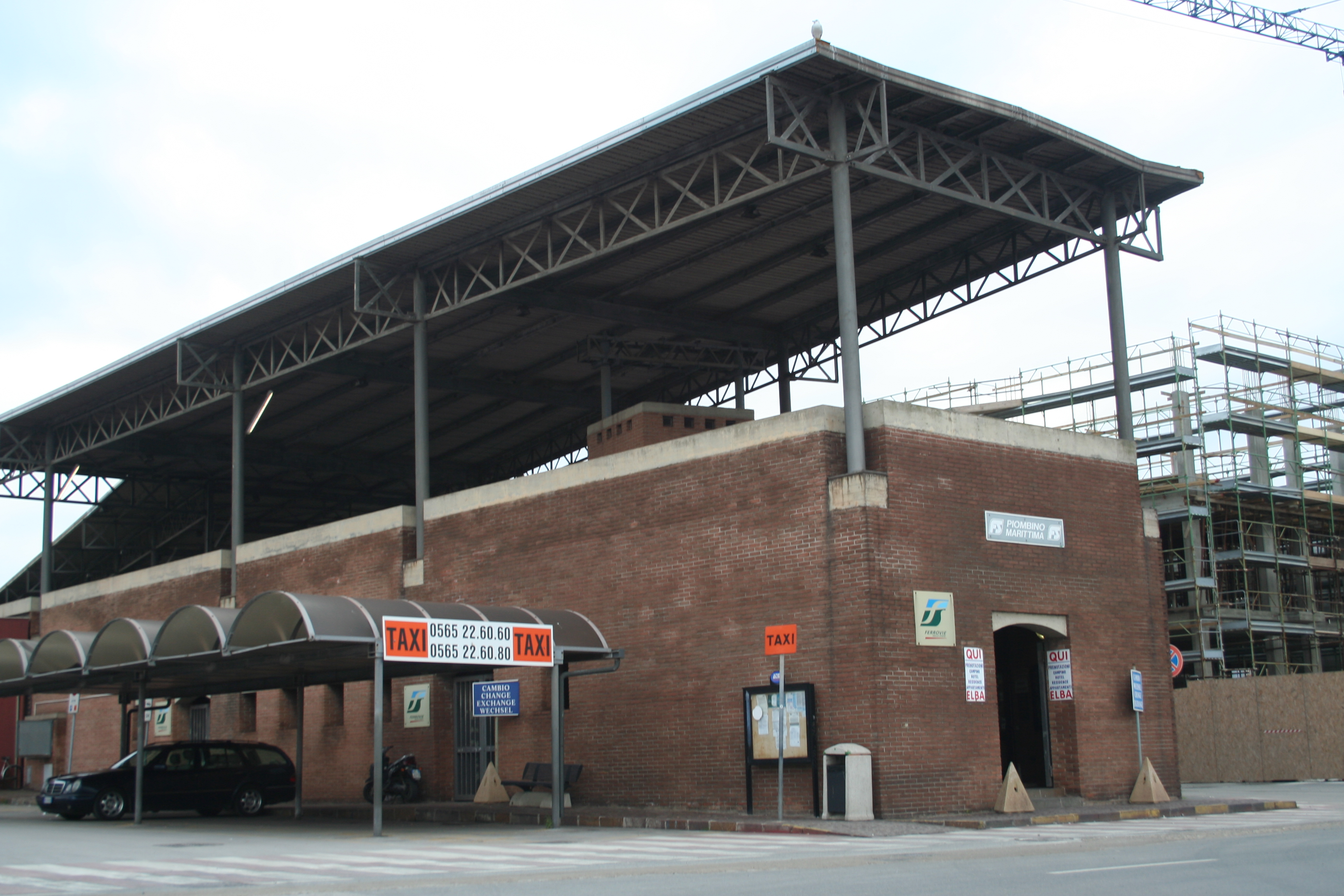
Stazione di Piombino Marittima
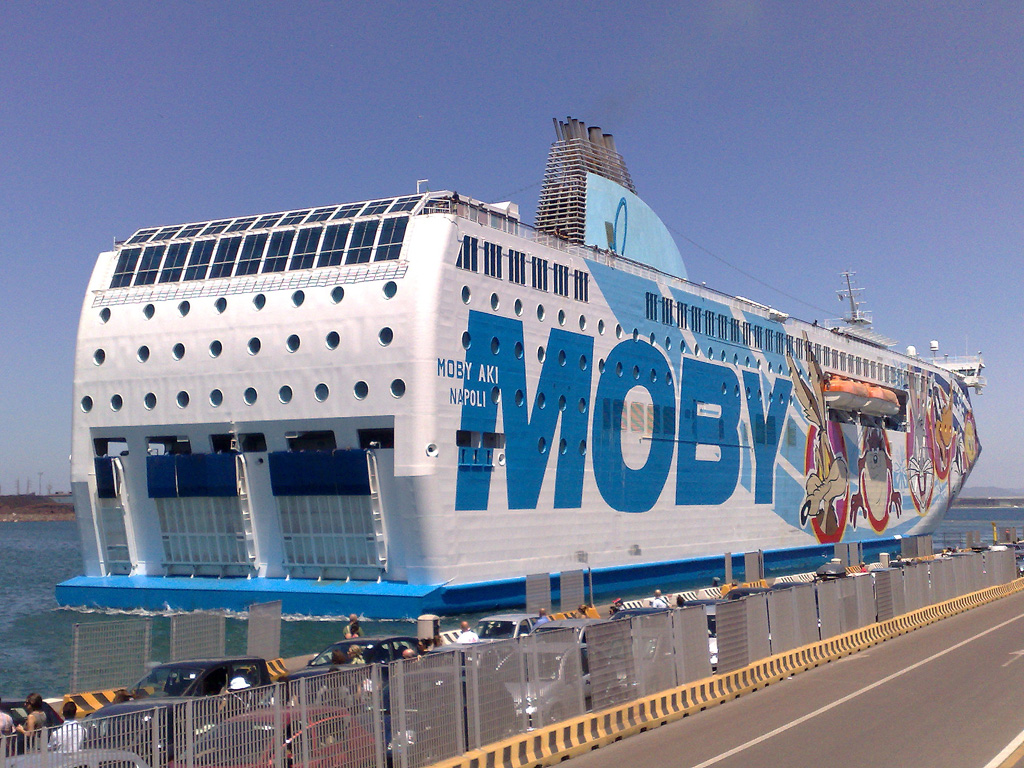
Moby Aki in manovra al molo Batteria del porto di Piombino
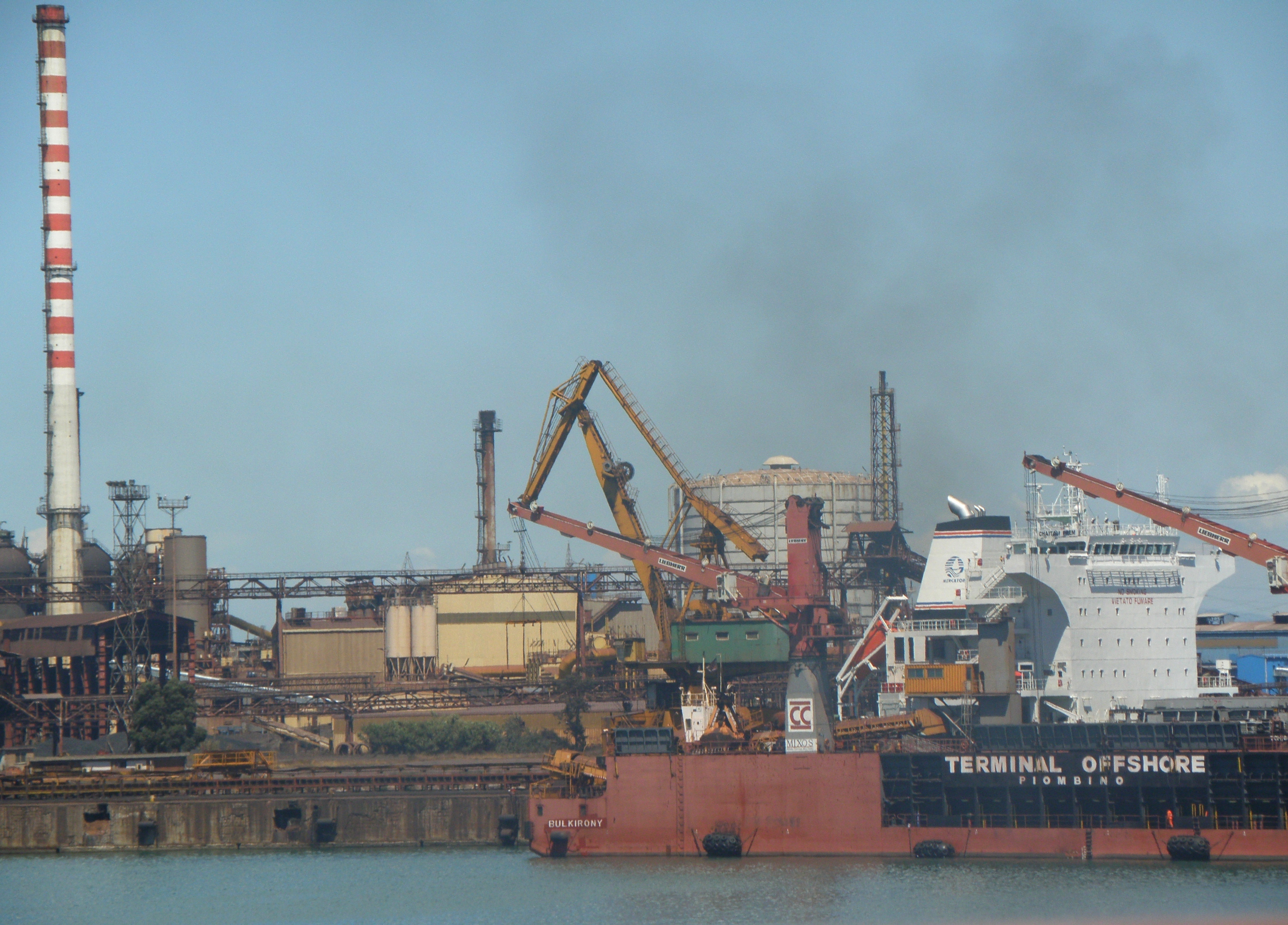
Il porto industriale visto dal mare